# Sunburst (rose)
'Sunburst' est un cultivar de rosier obtenu en 1911 et commercialisé en 1912 par le fameux rosiériste lyonnais Joseph Pernet-Ducher. Il est issu de 'Madame Mélanie Soupert' (Pernet-Ducher, 1905) x 'Le Progrès',. Il ne doit pas être confondu avec la variété de cerisier à bigarreaux 'Sunburst'.

## Description
Pernet-Ducher s'est toujours efforcé de trouver une rose de couleur jaune atteignant la perfection. Il a ainsi obtenu plusieurs variétés fameuses dont 'Sunburst', au sein des Pernetianae, aujourd'hui classées comme hybrides de thé. Celle-ci est d'un beau jaune soutenu avec un cœur aux nuances orangées. La fleur est en forme de coupe allongée sur des tiges droites, ce qui en fait une fleur de bouquet parfaite. Elle est double (17-25 pétales) et fleurit plutôt en solitaire. La floraison est remontante.
Son buisson de port érigé présente un feuillage vert bronzé.
Sa zone de rusticité est de 6b à 9b ; il supporte donc les hivers froids. Il existe aussi une variété grimpante de 'Sunburst'.

## Nom
Cette rose doit son nom au fait que le rosiériste américain Edward Gurney Hill (1847-1933), remarqua en visitant vers 1912 la roseraie de Pernet-Ducher cette rose jaune nouvellement obtenue qui n'était pas encore commercialisée. Frappé par sa beauté, il proposa immédiatement d'en acheter les droits pour la somme modeste de 1 500 francs (292,50 dollars d'aujourd'hui) et de la commercialiser aux États-Unis, d'où son nom. Pernet-Ducher devait la commercialiser en France et en Europe.

## Descendance
Par croisement avec 'Rayon d'Or' (Pernet-Ducher, 1910), 'Sunburst' a donné naissance à 'Feu Joseph Looymans' (Looymans, 1921) et par croisement avec Rosa setigera à 'Long John Silver' (Horvath, 1934). Son pollen a donné le jour à 'Souvenir de Madame Boullet' (Pernet-Ducher, 1921). Il a donné aussi naissance par croisement avec 'Danaë' (Pemberton, 1913) à 'Francesca' (Pemberton, 1922), qui est donc un hybride de Rosa moschata de couleur jaune.